# Dalskolan

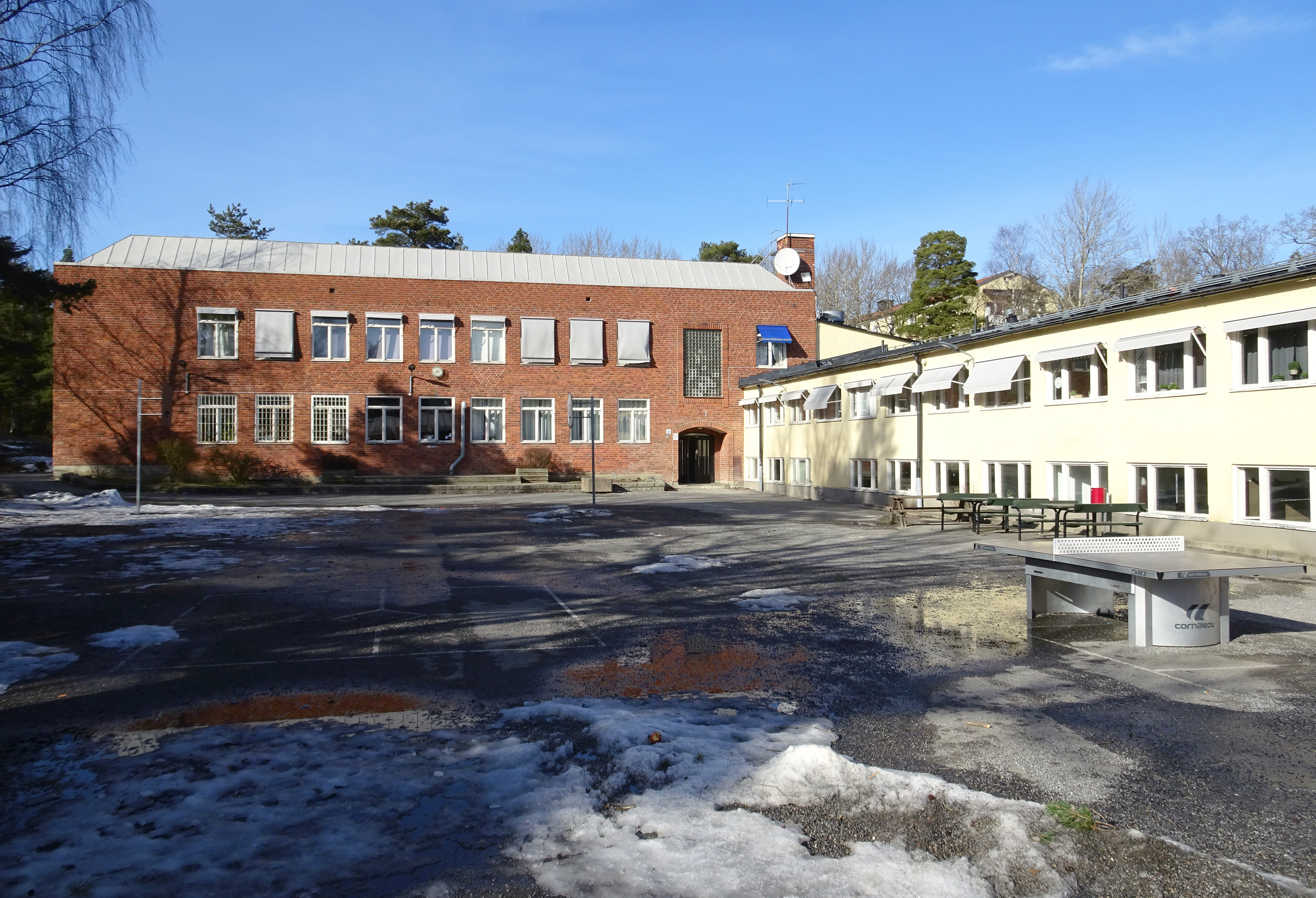
Dalskolan i mars 2022.

Dalskolan är en grundskola vid Sulvägen 52 i stadsdelen Solberga i Söderort. Skolbyggnaden uppfördes 1956 efter ritningar av arkitekt Tore Moxness och inhyser sedan 2012 den fristående grundskolan Stockholm International Academy (SIA).

## Byggnaden

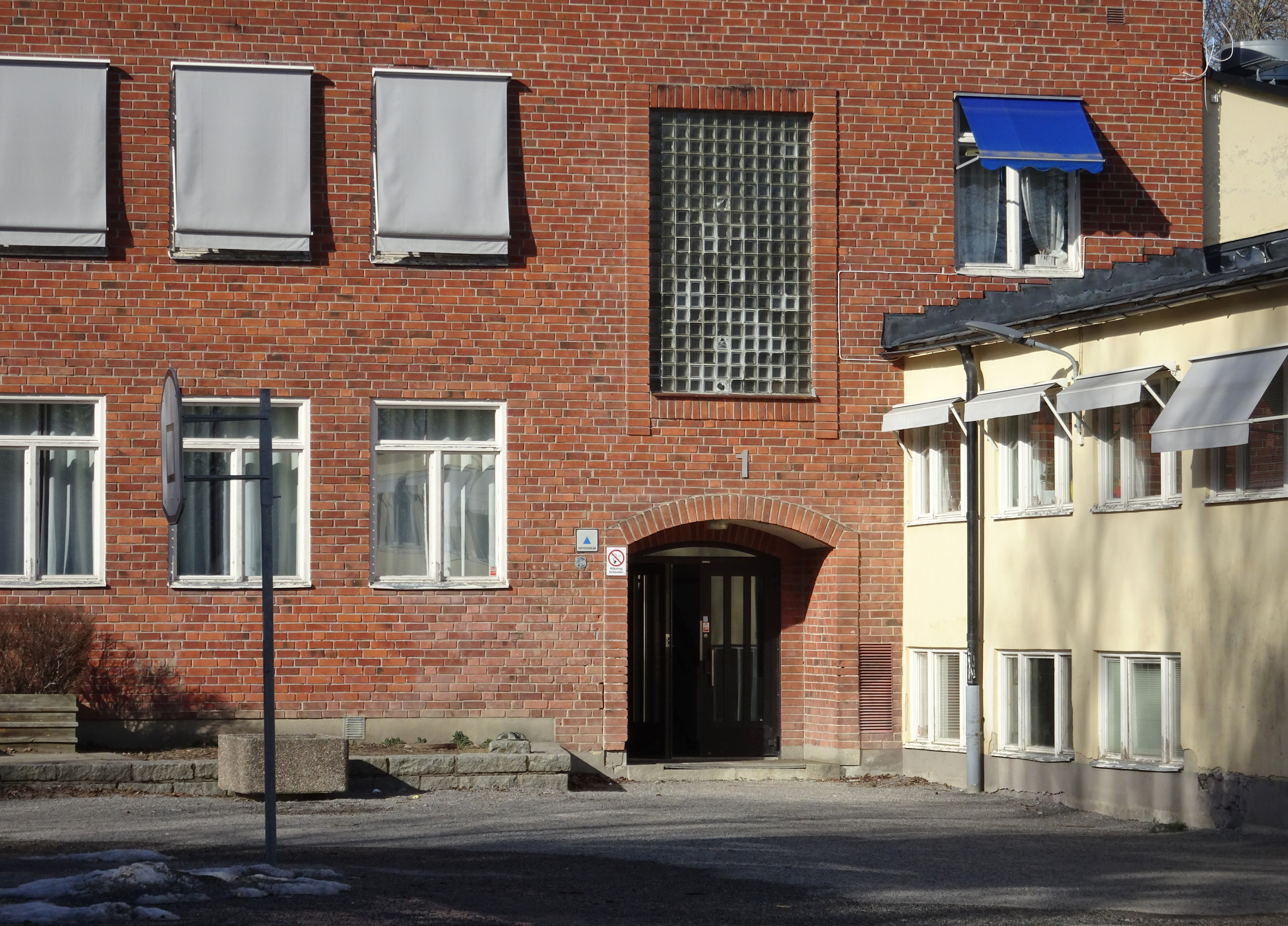
Huvudentrén med trapphusfönstret av glasbetongblock, mars 2022.

Dalskolan var efter Kämpetorpsskolan och Solbergaskolan den tredje kommunala folkskolan som uppfördes på 1950-talet i den nybildade stockholmsförorten Solberga. Skoltomten (fastigheten Snabelskon 4) lades naturskön i en sänka i direkt anslutning till Solbergaskogen. Byggherre var Stockholms folkskoledirektion som anlitade arkitekt Tore Moxness att gestalta byggnaden.
Av Moxness bygglovsritningar från 1955 framgår att anläggningen skulle bli betydligt större. Bara en del av den ursprungligen planerade skolbyggnaden blev utförd: en tvåvåningslänga i tegel mot norr med en putsad, något lägre tvåvånings klassrumslänga i vinkel mot öster. 
I en andra etapp skulle den östra längan byggas till mot söder med ytterligare en klassrumslänga i två våningar. På det viset omslöts skolgården på tre sidor med öppning mot väster och Solbergaskogen. I planerna ingick även en vaktmästarbostad som uppfördes sydost om skoltomten. En gymnastikhall i anslutning till vaktmästarbostaden förverkligades inte heller.
Skolan var ursprungligen avsedd för betydligt fler elever, men underlaget minskade i takt med att befolkningen i omkringliggande bostadsområdena blev äldre varför den andra byggnadsetappen aldrig utfördes. Den delen som byggdes gav plats för 300 låg- och mellanstadieelever. På 1990-talet hade elevantalet sjunkit till 150.

### Interiörbilder från 1992

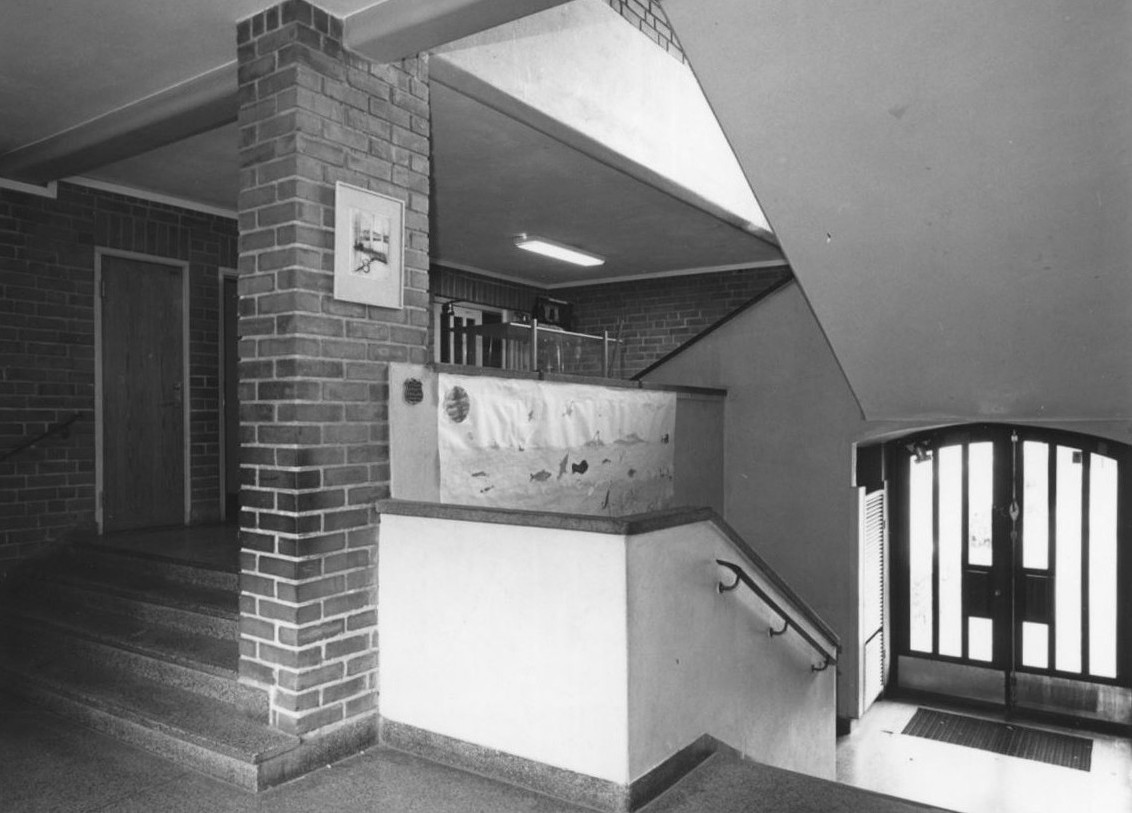
Trapphuset.
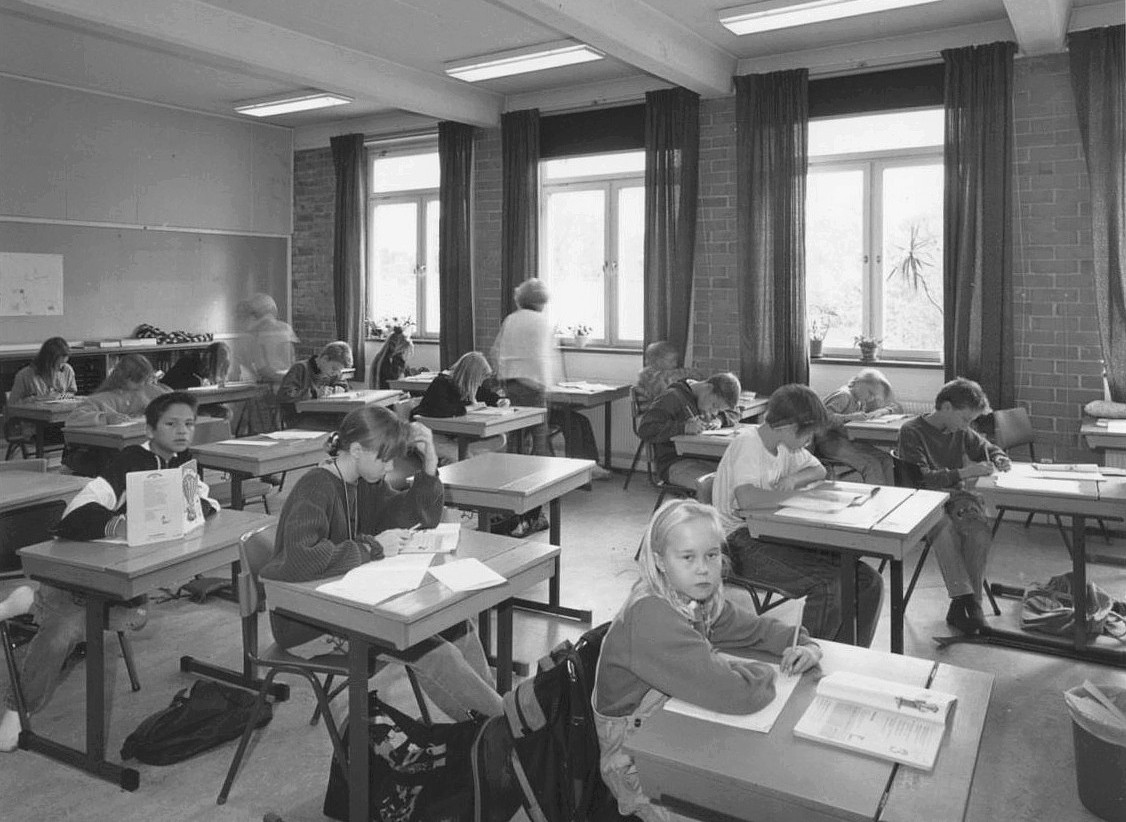
Ett klassrum.
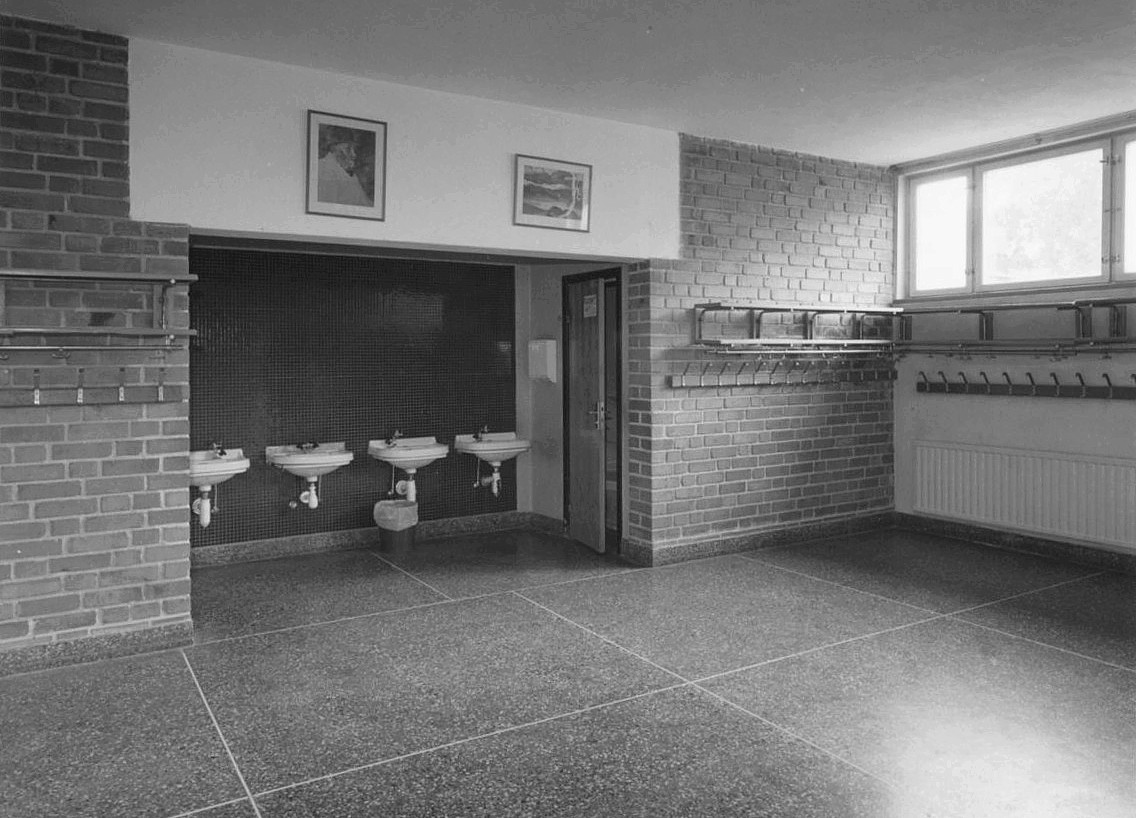
Matsalsentrén.
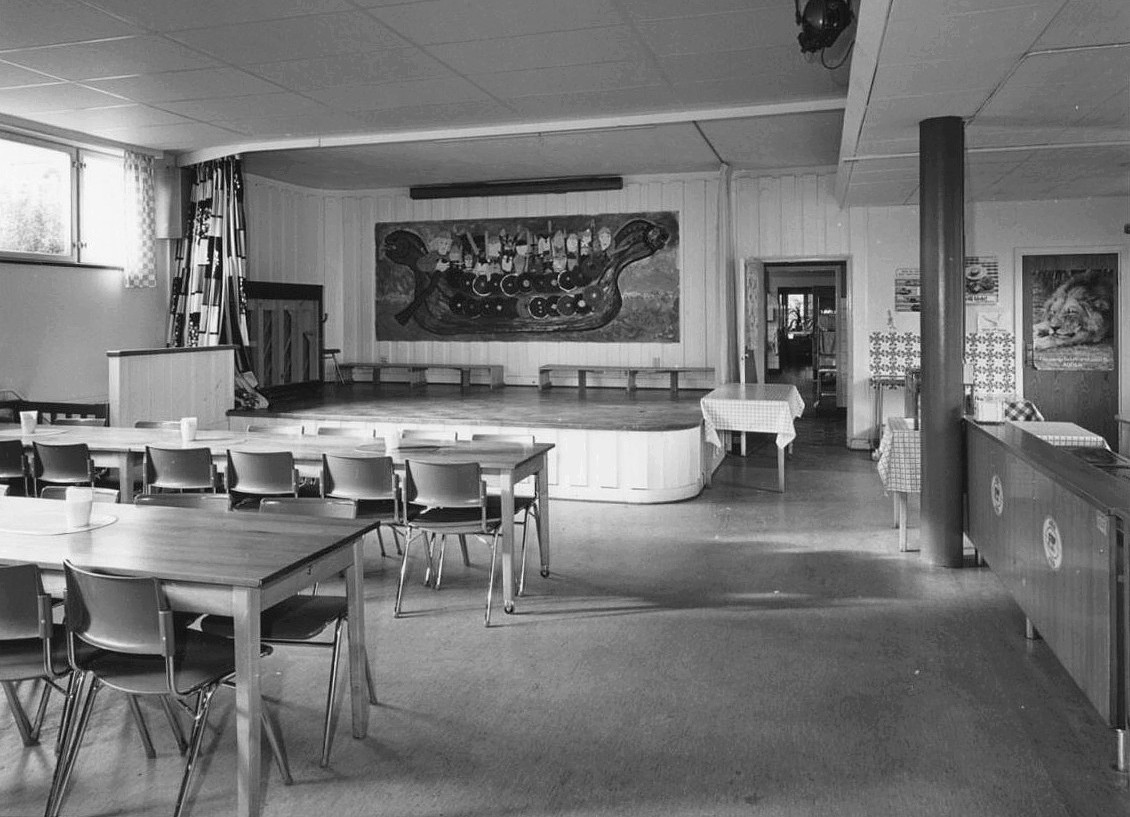
Matsalen.

## Verksamhet
Från och med 1991 var Dalskolan med undervisning i årskurs 1–6 annexskola till Solbergaskolan. Till vinterterminen 2007 lades den kommunala verksamheten ner. Därefter hyrdes lokalerna av Centralskolan Al-Huda som fick hård kritik för att skolans lärare saknade kompetens och verksamheten inte erbjöd undervisning i samtliga obligatoriska ämnen. 2012 stängde Skolinspektionen den kritiserade Centralskolan Al-Huda. Ny hyresgäst blev Stockholm International Academy (SIA) som är en fristående grund- och förskola för 200 elever i årskurserna F–9.